# Векурония бромид
Векурония бромид — недеполяризующий миорелаксант средней продолжительности действия.

## Структура
Векуроний — моночетвертичное стероидное соединение; по строению — панкуроний без четвертичной метиловой группы.
Обладает малой кумулятивной способностью. Мало влияет на высвобождение гистамина. Оказывает слабое ганглиоблокирующее действие.

## Фармакодинамика
Векуроний — конкурентный антагонист ацетилхолина в отношении н-холинорецепторов скелетной мускулатуры. Практически не оказывает ганглиоблокирующего и м-холиноблокирующего действия, реже, по сравнению с другими миорелаксантами, способствует высвобождению гистамина. При внутривенном введении в начальной разовой дозе миорелаксирующее действие наступает в течение 1 мин; время для интубации — через 2—3 мин; максимум действия в течение 3—5 мин (в зависимости от дозы); продолжительность максимального эффекта — 25—30 мин, не изменяется при повторных дозах, период спонтанного восстановления 25 % сократительной способности скелетных мышц — 25—40 мин, средняя продолжительность действия (период спонтанного восстановления 95 % сократительной способности скелетных мышц) — 45—65 мин. После внутривенного введения препарата в дозе 80—100 мкг/кг полная нервно-мышечная блокада развивается через 1,5—2 мин. Длительность действия составляет 20—30 мин. Повторное введение не влияет на продолжительность эффекта.

## Фармакокинетика
Связь с белками плазмы — от умеренной до высокой (60-80 %). Проникает через плаценту в незначительных количествах (клинического значения не имеет). Период полураспределения — 4 мин. 
Метаболизируется в печени 5-10 % (один из метаболитов обладает незначительной фармакологической активностью). T½ — 65-75 мин. Выводится с желчью — 65 % (в виде неактивных метаболитов) и почками — 35 % (в неизменённом виде). Слабо кумулирует.

## Показания
Релаксация скелетной мускулатуры (при хирургических операциях под общей анестезией); судорожный синдром (в т.ч. на фоне передозировки других лекарственных средств или в результате воздействия электротока). 

## Противопоказания
Гиперчувствительность (в том числе к гистамину, бромидам).

### C осторожностью
Рак бронхов, заболевания сердечно-сосудистой системы, миастения gravis, ожирение, заболевания с нарушениями нервно-мышечной передачи, полиомиелит (в анамнезе), печеночная недостаточность, нарушение кислотно-основного состояния и электролитного баланса, угнетение дыхания, пожилой возраст, беременность, период лактации.

## Дозировка
Вводят внутривенно. Взрослым и детям старше 10 лет для интубации трахеи в начальной дозе — 0,08—0,12 мг/кг. Поддерживающие дозы для проведения последующего хирургического вмешательства: Первая схема — 10—15 мкг/кг через 25—40 мин после начальной дозы, затем — по мере необходимости каждые 12—15 мин; Вторая схема — 1 мкг/кг/мин (0,8—1,2 мкг/кг/мин) в виде непрерывной внутривенной инфузии в течение необходимого времени и реакции пациента. У больных с ожирением расчёт производят, исходя из величины «идеальной» массы тела. При назначении во время наркоза на фоне энфлурана или изофлурана — 60—85 мкг/кг (т.е. на 15 % меньше начальной дозы). Детям от 7 недель до 1 года — дозы индивидуальные в зависимости от реакции пациента; время восстановления у них может увеличиваться в 1,5 раза. Детям 1—10 лет могут потребоваться более высокие дозы, чем у взрослых, и более частое введение поддерживающих доз. Режим дозирования у новорождённых детей не установлен. Для мышечной релаксации при хирургических кожных разрезах новорождённым и грудным детям — 45—50 мкг/кг, детям 5—7 лет — 82 мкг/кг, 13—16 лет — 55 мкг/кг. При проведении инфузии детям 5-летнего возраста может потребоваться увеличение скорости в 2 раза по сравнению со взрослыми.

## Побочные эффекты
Аллергические реакции: редко — бронхоспазм, отёк, эритема, кожный зуд, кожная сыпь; частота неизвестна — аритмия, крапивница, ларингоспазм. 

Со стороны сердечно-сосудистой системы: редко — снижение артериального давления, тахикардия; частота неизвестна — снижение артериального давления. 

Прочие: частота неизвестна — внутричерепная гипертензия, злокачественная гипертермия, миоглобинемия и миоглобинурия, вызванные рабдомиолизом (особенно у детей могут привести к острой почечной недостаточности), слюнотечение.

### Передозировка
Симптомы: чрезмерное снижение артериального давления, коллапс, паралич, гипопноэ, апноэ, шок. 

Лечение: Искусственная вентиляция лёгких, для устранения миорелаксирующего эффекта — ингибиторы холинэстеразы (неостигмин, пиридостигмин); симптоматическая терапия.

## Особые указания
Усилению действия способствуют гипокалиемия (например, после тяжёлой рвоты, диареи, дигитализации, диуретической терапии), гипермагниемия, гипокальциемия (например, после массивных гемотрансфузий), гипопротеинемия, дегидратация, ацидоз, гиперкапния, кахексия. Перед назначением должны быть устранены изменения pH крови, тяжёлые электролитные нарушения, дегидратация. Свежеприготовленный раствор может храниться в течение 12 часов в тёмном, холодном месте. Адекватных и строго контролируемых исследований применения при беременности и лактации не проведено. При назначении во время беременности и лактации следует сопоставлять пользу для матери с потенциальным риском для плода. Исследования показали безопасность применения препарата при кесаревом сечении (препарат не влияет на показатели по шкале Апгар, тонус мышц плода, сердечно-сосудистую адаптацию новорождённого, хотя следует всегда иметь в виду потенциальную возможность угнетения дыхания и снижение мышечной активности у новорождённых). У пациентов, получающих магния сульфат, дозу векурония бромида следует тщательно корректировать. Во время лечения у пациентов, имеющих повышенную чувствительность к бромидам, может возникнуть перекрёстная чувствительность. При гипертермии возможно усиление и пролонгирование эффекта недеполяризующих миорелаксантов; при гипотермии — их снижение. В течение 24 часов после полного восстановления нервно-мышечной проводимости не рекомендуется заниматься потенциально опасными видами деятельности, требующими повышенной концентрации внимания и быстроты психомоторной реакции (в т.ч. водить автомобиль).

## Взаимодействие
Антагонистами являются антихолинэстеразные лекарственные средства (прозерин и др.). Усиливают эффект: галотан, эфир, энфлуран, изофлуран, метоксифлуран, циклопропан, тиопентал, метогекситал, кетамин, фентанил, этомитад, натрия оксибутират, недеполяризующие миорелаксанты, аминогликозиды (стрептомицин, канамицин, гентамицин, дигидрострептомицин), полипептидные антибиотики (полимиксины), тетрациклины, бацитрацин, диуретики, бета-адреноблокаторы, тиамин, ингибиторы МАО, хинидин, протамин, альфа-адреноблокаторы, имидазол, метронидазол, соли Mg2+. Уменьшают эффект: пропанидид, неостигмин, эдрофоний, норэпинефрин, азатиоприн, теофиллин, NaCl, KCl, CaCl2. Деполяризующие миорелаксанты, введённые после векурония бромида, могут как усиливать, так и снижать его действие. Применение деполяризующих миорелаксантов перед введением недеполяризующих миорелаксантов усиливают эффект последних (их применение должно быть отстрочено до тех пор, пока не снизится эффект от деполяризующих миорелаксантов). При одновременном применении с опиоидными анальгетиками увеличивает риск брадикардии и гипотензии. Не вызывает побочных эффектов со стороны сердечно-сосудистой системы (аритмии и др.) при одновременном назначении с сердечными гликозидами.

## Форма выпуска
Во флаконах, содержащих по 4 мг (0,004 г) лиофилизированного векурония бромида (норкурона), с приложением ампулы с растворителем (1 мл воды для инъекций) в упаковке по 50 флаконов и 50 ампул.